# Montvale
Montvale ist eine Stadt im Bergen County. Das U.S. Census Bureau hat bei der Volkszählung 2020 eine Einwohnerzahl von 8.436 ermittelt.

## Geographie
Nach dem United States Census Bureau hat die Stadt eine Gesamtfläche von 10,3 km², wobei keine Wasserflächen miteinberechnet sind.

## Geschichte
Der National Park Service weist für Montvale drei Häuser im National Register of Historic Places (NRHP) aus (Stand 29. November 2018), darunter das Eckerson House.

## Demographie

### Census 2010
Nach dem United States Census von 2010 lebten hier 7.844 Menschen in 2.778 Haushalten, wobei 2.203 Familien im Borough lebten. Die Bevölkerungsdichte betrug 1.961,2 pro Quadratmeile bzw. 757,2 pro km². Es gab 2.872 Gebäudeeinheiten mit einer mittleren Dichte von 718,1 pro Quadratmeile bzw. 277,3 pro km². 84,83 % (6.654) waren Weiße, 1,03 % (81) Afro-Amerikaner, 0,08 % (6)  Ureinwohner, 11,04 % (866) Asiaten, 1,63 % (128) von anderer Herkunft, and 1,39 % (109) Mischlinge. Spanischer Herkunft oder Latinos waren 5,34 % (419) der Bevölkerung.
Unter den 2.778 Haushalten hatten 39,3 % Kinder unter 18 Jahre, 68,6 % waren verheiratete Eheleute, die zusammen wohnten, 8,1,  waren weibliche Alleinstehende und 20,7 % waren nicht-familiär Zusammenlebende (non-families). 17,6 % waren Alleinstehende, 7,3 % Alleinlebende im Alter von 65 Jahren oder darüber. Die durchschnittliche Haushaltsgröße war 2,82 Menschen, die durchschnittliche Familiengröße 3,22 Menschen. 10 Haushalte werden durch gleichgeschlechtliche Lebensgemeinschaften gebildet.
26,8 % der Bevölkerung des Borough ist unter 18 Jahren,  5,8 % im Alter von 18 bis 24, 23,6 % in dem von 25 bis 44, 29,8 % von 45 bis 64 Jahren und 14,5 % der Menschen sind älter als 65 Jahre. Der Median des Alters liegt bei 41,9 Jahren. Auf 1000 Frauen kommen 956, bei den 18-Jährigen und älter ist das Verhältnis 1000 zu 931.
2010 lag der inflationsbereinigte Median des Haushaltseinkommens bei 111.633 Us-$, der des Familieneinkommens bei 140.026 US-$. Männer hatten ein Pro-Kopf-Einkommen im Median von 100.000 US-$, dem steht der Median des von Frauen mit 55.000 US-$, das mittlere Pro-Kopf-Einkommen im Borough war 53.974 US-$. 3,6 % der Familien und 5,3 % der Bevölkerung (eingeschlossen des Anteils von 10,4 % der unter 18-Jährigen und 1,5 % der 65 Jahre alten und älteren Menschen) lebten unter der Armutsgrenze.

### Census 2000
Nach der Volkszählung von 2000 gibt es 7034 Menschen, 2509 Haushalte und 1999 Familien in der Stadt. Die Bevölkerungsdichte beträgt 684,1 Einwohner pro km². 92,79 % der Bevölkerung sind Weiße, 0,44 % Afroamerikaner, 0,09 % amerikanische Ureinwohner, 5,36 % Asiaten, 0,00 % pazifische Insulaner, 0,63 % anderer Herkunft und 0,70 % Mischlinge. 3,09 % sind Latinos unterschiedlicher Abstammung.
Von den 2.509 Haushalten haben 37,7 % Kinder unter 18 Jahre. 71,4 % davon sind verheiratete, zusammenlebende Paare, 6,1 % sind alleinerziehende Mütter, 20,3 % sind keine Familien, 17,4 % bestehen aus Einzelhaushalten und in 7,3 % sind die Menschen älter als 65. Die Durchschnittshaushaltsgröße beträgt 2,80, die Durchschnittsfamiliengröße 3,18.
25,9 % der Bevölkerung sind unter 18 Jahre alt, 5,5 % zwischen 18 und 24, 27,7 % zwischen 25 und 44, 28,2 % zwischen 45 und 64, 12,6 % älter als 65. Das Durchschnittsalter beträgt 40 Jahre. Das Verhältnis Frauen zu Männer beträgt 100:97,1, für Menschen älter als 18 Jahre beträgt das Verhältnis 100:93,4.
Das jährliche Durchschnittseinkommen der Haushalte beträgt 93.031 USD, das Durchschnittseinkommen der Familien 104.047 USD. Männer haben ein Durchschnittseinkommen von 80.355 USD, Frauen 37.440 USD. Das Prokopfeinkommen der Stadt beträgt 45.448 USD. 0,9 % der Bevölkerung und 0,9 % der Familien leben unterhalb der Armutsgrenze, davon sind 0,4 % Kinder oder Jugendliche jünger als 18 Jahre und 1,0 % der Menschen sind älter als 65.

## Söhne und Töchter der Gemeinde
- Alecko Eskandarian (* 1982), Fußballspieler